# Podenco valenciano
För andra betydelser, se Podenco.
Podenco valenciano (Xarnego valenciano) är en hundras från Valencia i Spanien. Den är en jagande pariahund. Det är en släthårig ras. Rasen är inte erkänd av Fédération Cynologique Internationale (FCI) men är nationellt erkänd av den spanska kennelklubben Real Sociedad Canina en España (RSCE).